# Erziehungsstil
Unter Erziehungsstilen versteht man in der Psychologie, Pädagogik und Soziologie charakteristische Bündel grundlegender Einstellungen und Verhaltensmuster, die Eltern, Lehrer und andere Erziehende bei ihrer Erziehungstätigkeit erkennen lassen.
Unterschieden werden müssen Erziehungsstile von Erziehungskonzepten und Erziehungsphilosophien. Erziehungskonzepten und -philosophien liegen explizit intentionale Elemente wie pädagogische Ziele, Normen, Leitbilder und Ideale zugrunde. Erziehungsstile dagegen setzen sich aus erzieherischen Grundhaltungen und darauf aufbauenden Verhaltenstendenzen zusammen, die nicht notwendigerweise reflektiert sind. Zu den Psychologen, die „Erziehungsstil“ in diesem Sinne (und im deutschsprachigen Raum) definiert haben, zählen vor allem das Ehepaar Anne-Marie und Reinhard Tausch, aber auch Helmut Lukesch, Heinz Walter Krohne und Michael Hock. Die christliche, marxistische oder antiautoritäre Erziehung sind Beispiele für Erziehungskonzepte. Eine autoritäre, autoritative, verwöhnende, permissive oder vernachlässigende Erziehung sind Beispiele für Erziehungsstile.
Weil Erziehungsstile auf elementaren menschlichen Einstellungen basieren, sind sie beim Einzelnen meist recht stabil. Ihrer individuellen Disposition und ihrem eigenen Aufwachsen entsprechend verhalten Eltern sich, wenn sie erziehen, entweder nachgiebig oder konsequent, anspruchslos oder fordernd, skeptisch oder optimistisch, aggressiv oder freundlich, abweisend oder responsiv, selbstbezogen oder empathisch. Erziehungsstile sind individuelle Bündel solcher Merkmale, die in einer gegebenen Kultur als besonders charakteristisch gelten.
Die Erziehungsstilforschung ist ein Teilgebiet der Sozialisationsforschung.

## Geschichte der Erziehungsstilforschung

### Typologische Konzepte
(Quelle: )

#### Vorläufer
Die wissenschaftliche Erforschung von Erziehungsstilen begann im 20. Jahrhundert. 1930 erschien Alfred Adlers Lehrbuch der Kindererziehung, in dem er die individualpsychologischen Konzepte auf die kindliche Entwicklung und auf die Erziehung in Schule und Elternhaus anwandte. Er hob besonders die überstrenge, die verwöhnend-verzärtelnde und die vernachlässigende Erziehung als störend bei der Charakterbildung hervor. Eine in den 1920er Jahren von Ernst Vowinkel entworfene Lehrertypologie blieb weitgehend unbeachtet.

#### Lewin, Lippitt und White; Glen H. Elder
Als Begründer der Erziehungsstilforschung gilt der Sozialpsychologe Kurt Lewin, der Ende der 1930er Jahre in den USA gemeinsam mit Ronald Lippitt und Ralph K. White Feldexperimente zu den Wirkungen unterschiedlicher Führungsstile auf das Leistungsverhalten von Jugendgruppen durchführte. Die Forschergruppe unterschied dabei zwischen einem autoritären, einem demokratischen und einem Laissez-faire-Stil und begründete damit eine Tradition typologischer Konzepte, die bei der Klassifikation von Erziehungsstilen bis in die 1970er Jahre Standard blieb. Wegweisend war diese Studie auch, weil hier erstmals der Versuch unternommen wurde, eine Unterscheidung von Erziehungsstilen auch empirisch abzusichern.
| Führungsstile nach Lewin/Lippitt/White | Führungsstile nach Lewin/Lippitt/White |
| Typ                                    | Charakteristik (Auswahl) |
| -------------------------------------- | --- |
| Autoritär                              | Gruppenleiter trifft alle Entscheidungen allein, hält zur Gruppe Distanz; Lob und Kritik erfolgen personenbezogen                                                                                   |
| Demokratisch                           | Entscheidungen werden vom Leiter und der Gruppe gemeinsam getroffen; Leiter diskutiert mit der Gruppe, unterstützt und ermutigt die Mitglieder; Lob und Kritik erfolgen sachbezogen und konstruktiv |
| Laissez-faire                          | Leiter macht keine Vorgaben und beteiligt sich nicht an Gruppenentscheidungen; Arbeitsergebnisse werden nicht kommentiert oder bewertet                                                             |

Eine Kontrollstudie von K. Birth und G. Prillwitz bestätigte 1959 die Befunde von Lewin, Lippitt und White; die Autoren postulierten auch drei von Lewin u. a. nicht beschriebene Führungsstile: einen verdeckt autoritären, einen Trainer- und einen Kontroll-Stil.
Glen H. Elder, der sich mit Erziehungsstilen beschäftigte, ergänzte 1962 einen autokratischen, einen egalitären, einen permissiven und einen missachtenden (ignoring) Elterntyp.

#### Spranger
In der Traditionslinie der geisteswissenschaftlichen Pädagogik steht Eduard Sprangers Klassifikation von Erziehungsstilen. Spranger unterschied folgende Erziehungsstile:
| Erziehungsstile nach Spranger               | Erziehungsstile nach Spranger                                                                                            | Erziehungsstile nach Spranger |
| Typen                                       | Erläuterung |                               |
| ------------------------------------------- | --- | ----------------------------- |
| weltnah (direkt) vs. isolierend (inselhaft) | Wird das Kind den Belastungen der Wirklichkeit bereits früh ausgesetzt oder so lange wie möglich davon befreit?          |                               |
| frei (liberal) vs. gebunden (autoritär)     | Wird dem Kind viel oder wenig Eigeninitiative zugestanden?                                                               |                               |
| individualitätsbezogen vs. uniformierend    | Wird die Individualität des Kindes berücksichtigt oder wird es dem Ganzen untergeordnet?                                 |                               |
| vorgreifend vs. entwicklungsgetreu          | Wird die Kindheit als Durchgangsstadium aufgefasst oder wird nur gelehrt, was das Kind zur Zeit wirklich aufnehmen kann? |                               |

Für die empirische Erziehungsstilforschung hatte Sprangers Klassifikation nur geringe Bedeutung. In noch stärkerem Maße gilt dies für die ganz am Schreibtisch entworfenen Klassifikationen von Hans Wollasch, Werner Linke und Johann Peter Ruppert.

#### Baumrind
In den 1940er Jahren entwickelte Alfred L. Baldwin noch heute angewandte Untersuchungsmethoden zur Analyse von Eltern-Kind-Interaktionen in den sogenannten Fels-Studien mittels Fragebögen und langfristigen Beobachtungen. Diese bildeten die Grundlage für die umfassenden Arbeiten von Diana Baumrind in den 1960er Jahren. Ihre Untersuchungen und Kategorisierungen von Erziehungsstilen haben die spätere Forschung stark beeinflusst. Baumrind unterschied zwischen einem autoritären, einem autoritativen und einem permissiven Typ elterlicher Kontrolle:
| Erziehungsstile nach Baumrind | Erziehungsstile nach Baumrind |
| Typ                           | Charakteristik (Auswahl) |
| ----------------------------- | --- |
| Autoritär                     | Eltern fordern vom Kind primär Gehorsam; Bestrafungen sind das bevorzugte Erziehungsmittel; die Autonomie des Kindes kann beschränkt sein; verbaler Austausch durch Diskussionen ist selten; ein besorgtes und behütendes Verhalten ist ebenso möglich wie ein vernachlässigendes                                                                  |
| Autoritativ                   | Eltern schätzen den autonomen und eigenen Willen des Kindes und berücksichtigen seine Interessen, die elterliche Sichtweise hat jedoch Vorrang und es wird Gehorsam erwartet; um sich durchzusetzen, verwenden die Eltern sowohl Argumente als auch ihre Macht; elterliche Entscheidungen werden diskutiert                                        |
| Permissiv                     | Eltern akzeptieren das Verhalten des Kindes und schränken seine Handlungsspielräume und seine Autonomie nicht ein; sie sehen sich nicht als aktiv Handelnde, die für eine erzieherische Steuerung der Verhaltensentwicklung des Kindes verantwortlich sind; ein liebevolles und behütendes Verhalten ist ebenso möglich wie ein vernachlässigendes |

#### Weitere
In Deutschland entwickelte Christian Caselmann in den 1960er Jahren eine Typologie speziell für Lehrer; er unterschied logotrope (der Wissenschaft zugewandte) und paidotrope (dem Kind zugewandte), autoritative und mitmenschliche, wissenschaftlich-systematische, künstlerisch-organische und praktische Unterrichtsstile.

### Dimensionierte Konzepte
Von den 1970er Jahren an geriet das typologische Konzept der Erziehungsstile in Frage. Jüngere Forscher, die mit Baumrinds Klassifikation empirisch zu arbeiten versuchten, bemängelten immer wieder, dass hier nicht erkennbar werde, welche Dimensionen des Elternverhaltens zu welchen Erziehungsfolgen führen. Sie schlugen darum vor, nicht nur Typen (autoritäre Erziehung, autoritative Erziehung usw.), sondern verstärkt auch die Dimensionen, die der Typenbildung zugrunde liegen, zu berücksichtigen. Wegbereiter dieses dimensionierten Konzepts der Erziehungsstilforschung war der amerikanische Sozialpsychologe Earl S. Schaefer, der bereits 1959 ein Circumplex-Modell des mütterlichen Erziehungsverhaltens entworfen hatte. Die von Schaefer entwickelten Skalen werden in der Forschung bis heute verwendet. Die deutschen Psychologen Anne-Marie Tausch und Reinhard Tausch folgten Schaefer, als sie in den 1970er Jahren eine explizite Unterscheidung zwischen einer Lenkungsdimension (Kontrolle, Autorität) und einer emotionalen Dimension (Wärme, Zuneigung) vornahmen. Zur emotionalen Dimension gehört auch die Wertschätzung, so dass sich folgende Zusammenhänge ergeben:
| Erziehungsstile nach Tausch/Tausch: | Erziehungsstile nach Tausch/Tausch: | Erziehungsstile nach Tausch/Tausch: | Erziehungsstile nach Tausch/Tausch: |
|                                     | Hohe Lenkung                        | Mittlere Lenkung                    | Geringe Lenkung                     |
| ----------------------------------- | ----------------------------------- | ----------------------------------- | ----------------------------------- |
| Hohe Wertschätzung                  |                                     | Partnerschaftlich sozialintegrativ  |                                     |
| Geringe Wertschätzung               | Autokratisch                        |                                     | Laissez-faire                       |

Zur selben Zeit bemühten Forscher in Marburg sich erstmals um eine lerntheoretische Fundierung der Erziehungsstilforschung. Auf der Grundlage von Orval H. Mowrers revidierter Zweifaktoren-Theorie des Lernens entwickelten Kurt-Hermann Stapf, Aiga Stapf, Theo Herrmann und Karl-Heinz Stäcker ein Zweikomponenten-Modell elterlicher Bekräftigung (auch „Marburger Zweikomponenten-Modell“), auf das Heinz Walter Krohne später ein Zweiprozess-Modell elterlicher Erziehungswirkung aufbaute. Zentrale Dimensionen des Zweikomponenten-Modells waren die elterliche Unterstützung und Strenge.
Eleanor Maccoby und John A. Martin erweiterten Baumrinds Modell 1983 auf vier Erziehungsstile. Die von ihnen entwickelte Kategorisierung ist die heute am weitesten verbreitete (siehe auch weiter unten).
| Erziehungsstile nach Maccoby/Martin: | Erziehungsstile nach Maccoby/Martin: | Erziehungsstile nach Maccoby/Martin: |
|                                      | Hohe Forderungen                     | Geringe Forderungen                  |
| ------------------------------------ | ------------------------------------ | ------------------------------------ |
| Hohe Responsivität                   | Autoritativ                          | Permissiv, Verwöhnend                |
| Geringe Responsivität                | Autoritär                            | Zurückweisend, Vernachlässigend      |

Wie Kritiker immer wieder bemerkt haben, ist die Theoriebildung in der Erziehungsstilforschung aber bis heute noch nicht auf einem befriedigend hohen Niveau angelangt.

## Dimensionen von Erziehungsstilen
Bezüglich der Dimensionen, die für Erziehungsstile relevant sind, besteht in der Forschung nur ein gewisses Maß an Einigkeit. Am häufigsten werden genannt:
- Fürsorge, Empathie (Parker/Tulping/Brown, Goleman)[26]
- Unterstützung (Krohne/Hock)[27]
- Emotionale Wärme (Rohner)[28]
- Responsivität
- Akzeptanz/Ablehnung (Schaefer)[29]
- Einschränkung
- Strenge (Baumrind)[13]
- Kontrolle/Autonomie (Schaefer, Steinberg/Mounts/Lamborn/Dornbusch)[30]
- milde/scharfe Disziplin (Wagner/Cohen/Brook)[31]
- Überbehütung/Unabhängigkeit[32]
- Konsequenz

## Erziehungsstile nach Maccoby und Martin

### Verwöhnender Erziehungsstil
Der verwöhnende Erziehungsstil (auf Englisch: permissive/indulgent) ist eine von zwei Ausprägungen des von Baumrind zuvor definierten permissiven Erziehungsstils. Er ist geprägt von überproportionaler Akzeptanz des kindlichen Verhaltens und hoher Responsivität. Kontrolle gibt es kaum. So Erziehende halten sich mit dem Aufstellen von Regeln und dem Setzen von Grenzen zurück. Oft, weil der Erziehende selbst nicht weiß, wo die Grenzen zu setzen sind.

### Autoritativer Erziehungsstil
Der autoritative Erziehungsstil zeichnet sich durch hohe Kontrolle und hohe Responsivität der Erziehenden aus. Dieses Szenario ist in der Literatur aufgrund von Definitionsproblemen und einer mangelnden theoretischen Fundierung sehr uneinheitlich dargestellt. Studien zeigen jedoch, dass sich der autoritative Stil am günstigsten auf die psychische Entwicklung des Kindes auswirkt.

### Vernachlässigender Erziehungsstil
Der vernachlässigende Erziehungsstil (auf Englisch: neglectful/uninvolved) ist die zweite Ausprägung, des von Baumrinds zuvor definierten permissiven Erziehungsstils. Er unterscheidet sich in der Dimension der Responsivität. Die Kontrolldimension ist hingegen ähnlich niedrig.
Hierbei verhalten sich die Eltern zurückweisend und gleichzeitig nicht kontrollierend oder interessiert. Die Eltern fühlen sich dem Kind gegenüber nur wenig verpflichtet, sie widmen dem Kind nur minimal Zeit und Anstrengungen und sind sehr distanziert. Insgesamt kann dieser Erziehungsstil als der für ein Kind unangenehmste bezeichnet werden. Dies kann unter anderem dazu führen, dass die Kinder Störungen im Bindungsverhalten aufweisen und in verschiedenen Bereichen (Selbstwert, Selbstkonzept, intellektuelle Entwicklung) deutliche Defizite haben. Auffallend ist der geringe Grad der Selbstkontrolle und die mangelnde Aggressionskontrolle. Das Risiko der späteren Selbsttötung ist bei vernachlässigten Kindern besonders hoch.

### Autoritärer Erziehungsstil
Er zeichnet sich durch hohe Kontrolle und geringe Responsivität aus. Die Erzieher sind hierbei dem zu Erziehenden gegenüber eher zurückweisend und stark kontrollierend. Sie stellen strenge Regeln auf, und die Autorität darf nicht hinterfragt werden. Unerwünschtes Verhalten wird psychisch und/oder physisch bestraft, erwünschtes mitunter belohnt. Zahlreiche Studien haben gezeigt, dass autoritär erzogene Kinder später eher selbst zu Aggressionen neigen und sich durch eine geringe soziale Kompetenz und ein geringes Selbstwertgefühl auszeichnen. Der autoritäre Stil, der mit einem interventionalen Erziehungsbegriff einhergeht, setzt stark auf die Erziehungsmittel Belohnung und Bestrafung und weniger auf Überzeugung, vermittelt aber meist Sicherheit. Die Meinung des zu Erziehenden wird zwar akzeptiert, zum Schluss bestimmt jedoch der Erzieher, der erst später in den Hintergrund tritt.

## Inkonsistentes (wechselndes) Erziehungsverhalten
Man spricht von einem inkonsistenten (oder auch: wechselnden) Erziehungsverhalten, wenn die Erziehungsstile variieren. Man unterscheidet danach, ob eine Person zwischen mehreren Erziehungsstile wechselt oder Erziehungsstile sich von einer Erziehungsperson zur nächsten unterscheiden.
Manche sind der Auffassung, unterschiedliche Erziehungsziele der Eltern und wechselnde bzw. verschiedene Erziehungspraktiken würden ihre Erziehung „wechselhaft, inkonsequent oder gar chaotisch“ wirken lassen. Andere vertreten die Auffassung, dass Kinder schon früh zwischen verschiedenem Verhalten der Eltern unterscheiden, dies als unterschiedliche Ausprägung der Persönlichkeit deuten und dies als eigene Erfahrung nutzen können.

### Inkonsistenz innerhalb einer Person
Von einem inkonsistenten Erziehungsverhalten spricht man dann, wenn ein Elternteil auf dasselbe Verhalten verschieden reagiert, es beispielsweise manchmal bestraft und in anderen Momenten toleriert oder belohnt. Generell wird angenommen, dass das Erziehungsverhalten veränderlich ist und dass es unrealistisch wäre, ein zeitlich unveränderliches Verhalten einer Person anzunehmen.
Etwas anders gelagert ist ein Erziehungsverhalten, bei dem ein Elternteil sein Erziehungsverhalten nach Merkmalen des Kindes ausrichtet, beispielsweise einen Jungen anders erzieht als ein Mädchen. Es wird allerdings davon ausgegangen, dass Kinder auch ein solches Verhalten als inkonsistent erleben.

### Unterschiedliche Erziehungsstile der Eltern
Wenig erforscht sind bisher die Auswirkungen für den Fall, dass Eltern zwei unterschiedliche Erziehungsstile haben. Eine Studie kam zum Ergebnis, dass es im späten Jugendalter ein Schutzfaktor sei, wenn mindestens ein Elternteil einen autoritativen Erziehungsstil hat. In einer weiteren Studie, an der 125 Menschen teilnahmen, zeigte sich, dass die Teilnehmer die Erziehungsstile ihrer Eltern positiver werteten, wenn der Vater einen autoritären Erziehungsstil und die Mutter einen permissiven Erziehungsstil hatte, als umgekehrt.

## Determinanten und Erwerb von Erziehungsstilen
Der Erziehungsstil wird unter anderem durch die Persönlichkeitsstruktur und den Lebensstil (Individualpsychologie) der Erzieher und ihre erworbene und meist unbewusste Auffassung von Erziehung bestimmt. Der in der Herkunftsfamilie erfahrene Erziehungsstil wirkt sich nachweislich auf den eigenen Erziehungsstil aus. Beim Erwerb des Erziehungsstils spielen neben der Vorbildwirkung (Lernen am Modell) der Erzieher in Elternhaus und Schule mit ihren konkreten Erziehungsinhalten und -zielen, die soziokulturelle Situation (Schichtzugehörigkeit der Familie) mit ihren spezifischen Erziehungsnormen, das individuelle soziale Umfeld, die Familienkonstellation und -dynamik (Geschwisterreihe) und auch die gesamtgesellschaftliche und kulturelle Situation, die auf die Familie einwirkt, eine Rolle. Walter Toman untersuchte den prägenden Einfluss der Geschwisterpositionen und begründete ihn empirisch und theoretisch.
Forschungen zufolge können genetische Faktoren das elterliche Erziehungsverhalten mitbeeinflussen. So zeigen Studien einen durch Umweltfaktoren vermittelten Zusammenhang zwischen der Genvariation 5-HTTLPR und der elterlichen Feinfühligkeit auf.

## Erziehungsstil und Erziehungsziel
Viele Autoren, darunter etwa Herbert Gudjons, sind der Überzeugung, dass bestimmte Erziehungsziele fest an bestimmte Erziehungsstile gebunden seien. Beispielsweise sei ein liberal-demokratischer Erziehungsstil der Selbständigkeitsentwicklung eines Kindes stärker zuträglich als ein restriktiv-autoritärer Erziehungsstil. Ein Erziehungserfolg ist andererseits von der Konsequenz des praktizierten Stils abhängig.

## Erziehungsstil als Schutzfaktor oder Risikofaktor

### Erziehungsstile und Essstörungen
Ein israelisches Forscherteam unternahm 2009 eine Studie zum Zusammenhang zwischen dem Erziehungsstil der Eltern und Essstörungen beim Kind. Der empirischen Studie lagen Daten über 53 Familien mit essgestörten Kindern zugrunde. Dabei zeigte sich, dass Kinder, die ihren Vater als autoritär beschrieben, signifikant häufiger mager bzw. mit ihrem Körper unzufrieden waren als Kinder, die ihren Vater als autoritativ wahrnahmen. Der Erziehungsstil der Mutter hatte keine starken Effekte auf diese Größen.

### Erziehungsstile und suizidales Verhalten
In einer 2014 veröffentlichten, für Deutschland repräsentativen Studie mit mehr als 44.000 Jugendlichen, die durchschnittlich 15 Jahre alt waren, zeigten Donath und Kollegen, dass ein autoritativer Erziehungsstil in der Kindheit (hohe Werte in elterlicher Kontrolle/Supervision und hohe Werte in elterlicher Wärme/Zuneigung) ein protektiver Faktor für Suizidversuche bei Jugendlichen ist. Es war zudem der einzige Schutzfaktor für suizidales Verhalten, der aus einem Set von 19 Variablen identifiziert werden konnte. Dagegen steigerte ein vernachlässigender Erziehungsstil in der Kindheit (niedrige Werte in elterlicher Kontrolle/Supervision und niedrige Werte in elterlicher Wärme/Zuneigung) das Risiko für spätere Suizidversuche um mehr als das 1,5fache im Vergleich zu Kindern mit anderen Erziehungsstilerlebnissen und stellt somit einen bedeutsamen Risikofaktor für psychische Gesundheit dar.

## Kultureller Vergleich von Erziehungsstilen
Viele Theorien über Erziehungsstile basieren fast ausschließlich auf Erkenntnissen aus Industrieländern (insbesondere aus den USA). Aufgrund unterschiedlicher Erziehungsstile gibt es jedoch viele grundlegende Unterschiede in der Entwicklung von Kindern zwischen Ländern mit hohem und niedrigem Einkommen. Beispielsweise haben Kinder in Afrika südlich der Sahara wahrscheinlich mehr als eine Hauptbezugsperson, erwerben die Sprache in einer bilingualen Umgebung und spielen in altersgemischten Gruppen. Vergleicht man jedoch die afroamerikanische Kindererziehung in den unteren, mittleren und oberen sozioökonomischen Familien, fällt auf, dass mit höheren wirtschaftlichen Ressourcen eine Erziehung außerhalb der elterlichen Betreuung einhergeht. Darüber hinaus haben internationale Studien ergeben, dass chinesische Eltern sich stärker mit der Impulskontrolle beschäftigen, was den stärkeren Gebrauch des autoritären Stils im Vergleich zu US-amerikanischen Eltern erklären könnte. An dieser Stelle wird ersichtlich, dass soziale Werte und Normen innerhalb einer Kultur die Wahl des Erziehungsstils, der dem Kind hilft, den kulturellen Erwartungen zu entsprechen, beeinflussen.
Es gibt Hinweise auf kulturelle Unterschiede in der Art und Weise, wie Kinder auf Erziehungsmaßnahmen reagieren. Insbesondere gibt es eine anhaltende Debatte über körperliche Disziplin und körperliche Züchtigung von Kindern.
Lansford et al. (2004) berichteten, dass eine strenge Erziehung bei Amerikanern europäischer Abstammung im Vergleich zu afroamerikanischen Jugendlichen mit stärker externalisierendem Verhalten (maladaptivem Verhalten gegenüber der Umgebung) verbunden war. Im Zuge dessen zeigen Amerikaner europäischer Abstammung, deren Eltern körperliche Bestrafung als Bezichtigungsmaßnahme ergriffen, zunehmend aggressives Verhalten und kriminelle Verhaltensweisen.
Einige Erziehungsstile zeigen kulturübergreifend positive Effekte auf die Erziehung, während andere Erziehungsstile spezifisch für eine Kultur angewandt werden. Zum Beispiel hängt autoritative Erziehung sowohl für chinesische als auch für europäisch-amerikanische Jugendliche mit positivem Selbstwertgefühl und akademischen Ergebnissen zusammen, jedoch ist gerade der autoritative Erziehungsstil für die chinesische Kultur sehr spezifisch und wirksam. Es gibt auch Hinweise darauf, dass es nicht nur kulturelle Unterschiede in der Erziehung gibt, sondern, dass es innerhalb einer Kultur Variationen verschiedener Sichtweisen zu den Erziehungsstilen gibt.
Eine Studie unter indischen Eltern, die in Indien geblieben sind, und indischen Eltern, die in ein anderes Land ausgewandert sind, hat erwiesen, dass kulturelle Traditionen einen Einfluss auf das elterliche Verhalten haben. Die ausgewanderten Eltern legten einen höheren Wert auf die weitere Ausübung ihrer Traditionen im neuen Land, damit die ethnische Zugehörigkeit zu ihrem Heimatland beibehalten wird. In Einwandererfamilien stellt der kulturelle Erziehungsstil eher eine bewusste Verstärkung, in Form einer bewussten Entscheidung für das Ausleben der eigenen Kultur, als eine unbewusste Tradition dar.